# Уинсборо (Южная Каролина)
Уинсборо (англ. ) — крупнейший город и административный центр (столица) округа Фэрфилд в штате Южная Каролина в Соединённых Штатах Америки.
Согласно результатам переписи населения США, проведённой в 2020 году, число жителей города составляло 3215 человек, что, для такого небольшого населённого пункта, существенно меньше (− 9,4%), чем было во время предыдущей переписи прошедшей в 2010 году (3550 человек).

## История
Археологические данные свидетельствуют о том, что эта территория Пьемонта была заселена различными культурами коренных народов ещё в архаический период, около 1500 года до н. э. 

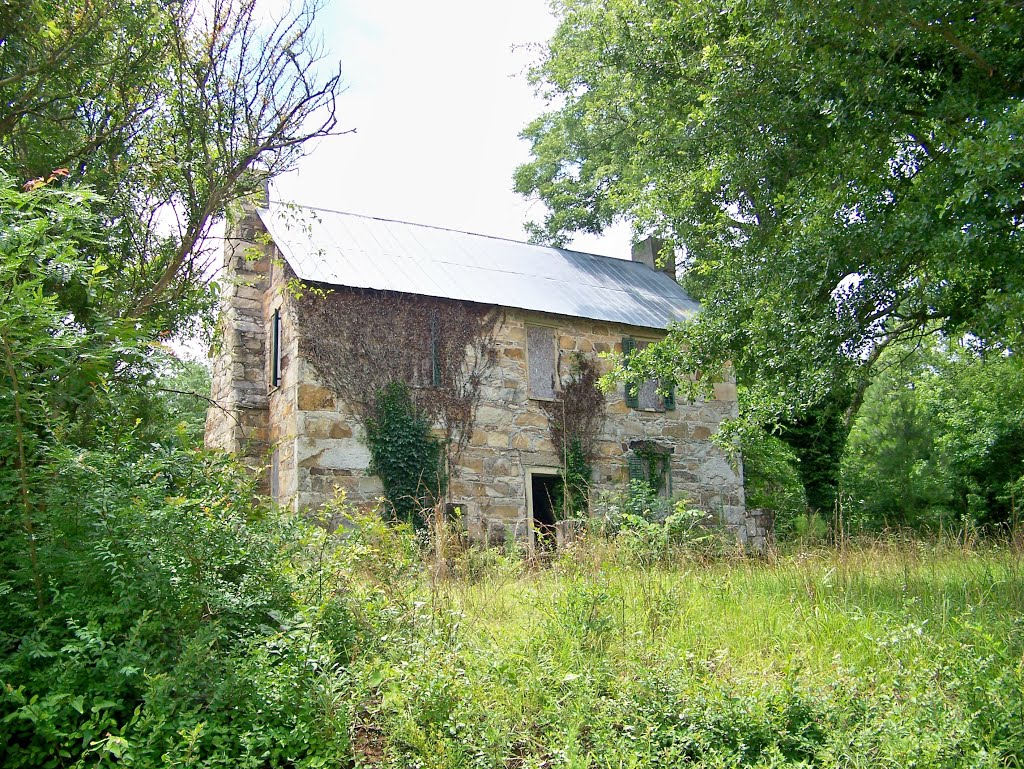
Одно из старейших сохранившихся зданий в городе Уинсборо

За несколько лет до Войны за независимость США Ричард Уинн (англ. Richard Winn) переехал из Виргинии на территорию современного округа Фэрфилд в горной части Пьемонта, штат Южная Каролина. Его земли включали и территорию нынешнего города. Уже в 1777 году поселение было известно как «Winnsboro» (от фамилии Winn и слова boro — название административно-территориальных единиц в англоязычных странах), поскольку Уинн был основным землевладельцем. Его братья Джон и Майнор Уинн вскоре присоединились к нему, став семьёй основателей.
Сообщество было основано и получило устав в 1785 году по ходатайству Ричарда и Джона Уинна, а также Джона Вандерхорста. Братья Ричард, Джон и Майнор Уинн участвовали в Войне за независимость. Ричард стал генералом и, как говорят местные краеведы «участвовал в большем количестве сражений, чем любой виг в Южной Каролине». Джон Уинн дослужился до звания полковника.

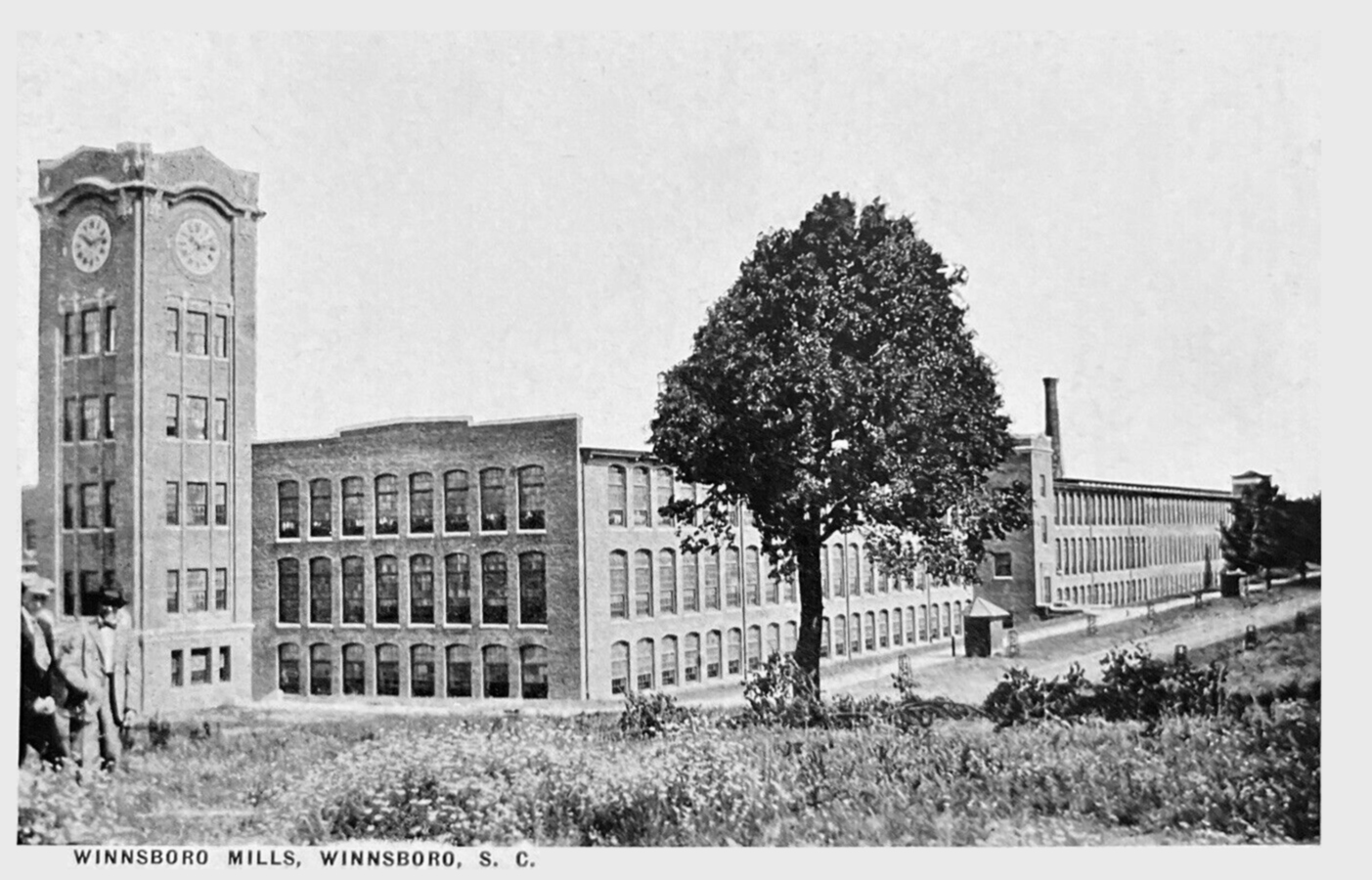
Фабрика в Уинсборо

Как и во многих других округах обеих Каролин, основой экономики стало сельское хозяйство и прежде всего выращивание хлопка. Возросший спрос на рабский труд привёл к принудительной миграции более миллиона афроамериканских рабов в этот район. К моменту Гражданской войны в США рабы являлись основным населением округа.
Как и многие «хлопковые» города Уинсборо некоторое время пребывал в состоянии процветания, пока в 1921 году в Южную Каролину не пришла беда — хлопковый долгоносик из Центральной Америки, который уничтожил урожай хлопка. Производство хлопка у фермеров упало более чем на 90%. Земли, которые более века были отведены под хлопок, простаивали. Издольщики, не имея больше возможности зарабатывать на жизнь, покинули фермы, а многие уехали из штата. В течение 1920-х годов доходы фермерских хозяйств падали; торговцы, не имея возможности взыскать долги с разоренных фермеров, оказались в затруднительном положении; банки заявляли о банкротстве. 

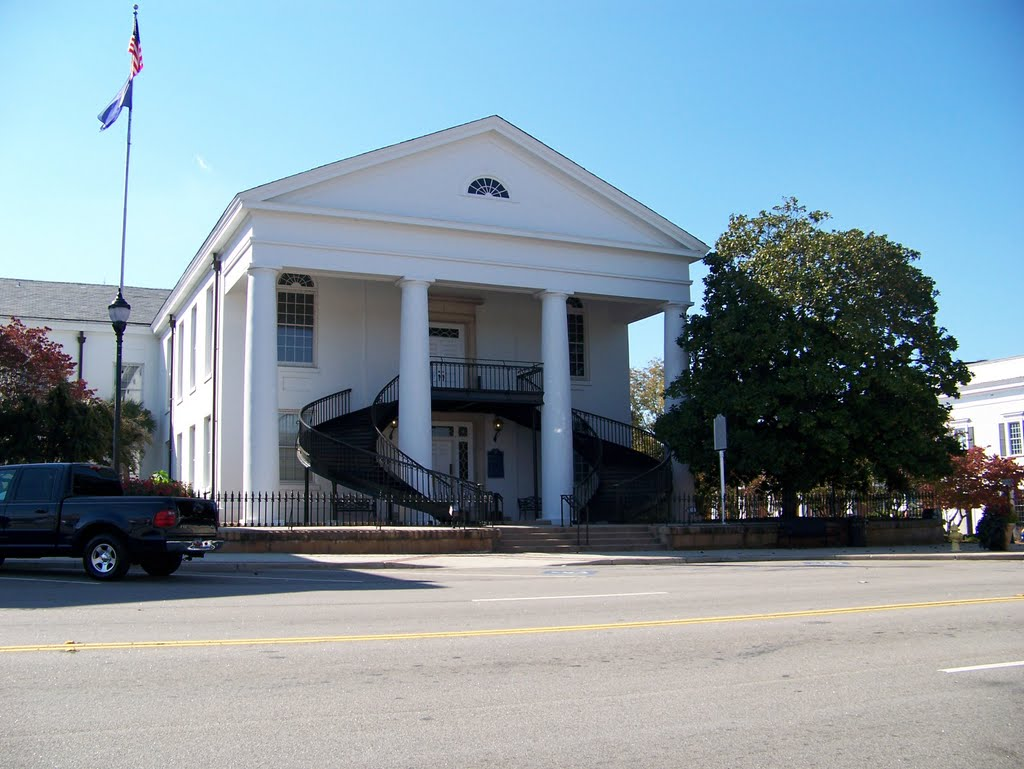
Здание окружного суда

Когда казалось, что экономические условия уже не могут ухудшиться, биржевой крах 1929 года и Великая депрессия ещё больше осложнили положение округа. Однако городу удалось справиться со всеми этими трудностями и более того, население Уинсборо в 1930-е и 1940-е годы неуклонно росло со средней скоростью около 3% в год.
Городские часы Уиннсборо, построенные в 1837 году, являются старейшими непрерывно работающими часами в Соединенных Штатах. Исторический центр города и множество отдельных архитектурных объектов города были занесены в Национальный реестр исторических мест США, что привлекает множество туристов и существенно способствует наполнению городского бюджета.
Своего пикового значения (3599 человек) население города достигло в 2000 году и с тех пор число горожан неуклонно убывало (по состоянию на 2025 год).

## География
В соответствии с данными указанными на сайте центрального статистического органа страны — Бюро переписи населения США, общая площадь города Уиннсборо составляет 8,4 км² (3,2 квадратных мили) и вся она представляет собой сушу.